# Calanus finmarchicus
Espèce
Synonymes
- Calanus arietis Templeton, 1836
- Calanus borealis Lubbock, 1854[1]
- Calanus elegans Lubbock, 1854
- Calanus finmarchicus helgolandicus Tanaka, 1956
- Calanus finmarchicus telezkensis Stalberg, 1931
- Calanus mundus Dana, 1849 (Giesbrecht, 1893:89)
- Calanus perspicax Dana, 1852
- Calanus quinqueannulatus Krøyer, 1842
- Calanus recticornis Dana, 1849 (Giesbrecht, 1893:89)
- Calanus sanguineus Dana, 1849
- Calanus sanguineus perspicax Dana, 1852
- Calanus septentrionalis (Goodsir, 1843)
- Calanus spitzbergensis Krøyer, 1843
- Cetochilus finmarchicus (Gunner, 1765) (synonym)
- Cetochilus septentrionalis Goodsir, 1843 (synonym)
- Cyclops finmarchicus Müller O.F., 1776
- Monoculus finmarchicus Gunner, 1765 (synonym)

Calanus finmarchicus est une espèce de crustacés copépodes. Il est un constituant important du zooplancton qui se trouve en quantités énormes en mer du Nord. Ce zooplancton est considéré comme une possible source de matières premières alimentaires d'origine marine.
Calanus finmarchicus est riche en protéines et contient des acides gras oméga-3. Il contient également des quantités élevées d'antioxydants.